# Mark Twain State Park Picnic Shelter at Buzzard's Roost
 (août 2020).
Le Mark Twain State Park Picnic Shelter at Buzzard's Roost est un abri de pique-nique dans le comté de Monroe, au Missouri, dans le centre des États-Unis. Protégé au sein du Mark Twain State Park, ce bâtiment construit par le Civilian Conservation Corps dans le style rustique du National Park Service en 1941 est inscrit au Registre national des lieux historiques depuis le 4 mars 1985.